# Megadytes perplexus
Megadytes perplexus är en skalbaggsart som beskrevs av Sharp 1882. Megadytes perplexus ingår i släktet Megadytes och familjen dykare. Inga underarter finns listade i Catalogue of Life.